# Emporiki Bank
Emporiki Bank este o bancă din Grecia, membră a grupului francez Credit Agricole.
A fost fondată în anul 1907 și este una dintre cele mai mari bănci comerciale din Grecia.
Grupul Emporiki Bank include 28 de companii, printre care societăți financiare (leasing, valori mobiliare, bănci, factoring, fonduri mutuale, capital de risc), societăți de asigurare, societăți industriale, societăți de servicii financiare, societăți de pregătire profesională.
Banca deține o rețea de 339 de sucursale și 16 centre de afaceri în Grecia și este prezentă și în România, Cipru, Albania și Bulgaria.
Profit net:
- 2008: -492 milioane euro (pierdere)[5]
- 2006: -234,7 milioane euro (pierdere)[6]
- 2005: 76 milioane euro[6]

## Emporiki Bank în România
În România, grupul Emporiki Bank și-a început activitatea în septembrie 1999 prin înființarea băncii denumită inițial Commercial Bank of Greece (România), urmată de deschiderea reprezentanței societății de investiții Commercial Capital Enterprises Ltd. și de înființarea societății de asigurări FENNIX HELLAS Insurance Agency - filială a Phoenix General Insurance Agency, compania de asigurări a grupului.
În anul 2004, subsidiara băncii din România și-a schimbat denumirea în Emporiki Bank România.
În prezent (august 2010) banca operează prin intermediul unei rețele de 34 filiale.